# Бататуба
Бататуба (Batatuba) — район у бразильському муніципалітеті Піракая, у внутрішній частині штату Сан-Паулу   .

## Історія

### Адміністративний статус
- Район, створений Законом № 233 від 24.12.1948, з містом Бататуба плюс земельна ділянка в районному управлінні Піракая [3] [4] .

## Географія

### Населення
За даними перепису населення (IBGE) 2010 року загальна чисельність міського населення району становила 4638 осіб.

### Територія
Територіальна площа району 39,104 км².

## Інфраструктура

### Статистика мешканців
Наразі реєстрація здійснюється в головному управлінні муніципалітету, оскільки реєстр цивільних осіб району скасовано постановою № 1 управління  району  .

### Санітарія
Послугу з водопостачання надає компанія Basic Sanitation Company штату Сан-Паулу (SABESP)  .

### Енергія
За постачання електроенергії відповідає Neoenergia Elektro, раніше CESP   .

## Зовнішні посилання
- Seade Foundation - Історія утворення муніципалітетів [Архівовано 10 травня 2016 у Wayback Machine.]
- карта (IBGE) [Архівовано 26 березня 2022 у Wayback Machine.]